# Aeroclube de Campina Grande
O Aeroclube de Campina Grande (IATA: ***, ICAO: SNKB) é um aeroporto localizado em São Jose da Mata, distrito de Campina Grande, no estado da Paraíba. Situado a 114 quilômetros da capital João Pessoa. O aeroclube opera em VFR (Visual Flight Rules, Regras de Voo Visual). No local está implantado a Stratus Aeronaves, a primeira empresa especializada em manutenção e fabricação de aeronaves na Paraíba.

## História
Sua história tem início com uma reunião realizada em 12 de abril de 1983 na capital João Pessoa em 19 de janeiro de 1984 foi aprovado e autorizado pelos órgãos competente foi aprovado,daí veio finalmente a criação do Aeroclube de Campina Grande.
Em 25 de Fevereiro de 2011,o aeroclube recebe um posto para abastecimento de aeronaves. A implantação foi fruto de uma parceria com escola de aviação da ESAC/UNIFACISA com capacidade para mais de 15 mil litros de combustíveis. O serviço não era oferecido há mais de 30 anos.

## Lazer
O aeroclube disponibiliza diversas opções de lazer: voos panorâmicos sobre a cidade e região (de terça-feira a domingo e nos finais de semana) e atividades  como planadores, aeromodelismo, paraquedismo e competições.